# Anatoli Alexejewitsch Dorodnizyn
Anatoli Alexejewitsch Dorodnizyn (russisch Анатолий Алексеевич Дородницын; * 19. Novemberjul. / 2. Dezember 1910greg. im Dorf Baschino, Ujesd Kaschira; † 7. Juni 1994 in Moskau) war ein russischer Mathematiker, Physiker und Hochschullehrer.

## Leben
Dorodnizyn war das dritte Kind nach zwei Töchtern des  Landarztes Alexei Petrowitsch Dorodnizyn (Studium Kaiserliche Universität Dorpat) und seiner Frau Nina Iwanowna geborene Wyschemirskaja (einzige Tochter eines Priesters). 1914 zog die Familie in die Ukraine um. Vor den Revolutionen 1917 und während des Russischen Bürgerkrieges lebte die Familie im Dorf Nowa Bassan. Dorodnizyn besuchte die siebenjährige Schule in Beresan. 1925 zog die Familie nach Grosny, wo Dorodnizyn 1927 den Mittelschulabschluss machte. Das Studium am Grosnyer Erdöl-Institut, an dem dann auch Michail Dmitrijewitsch Millionschtschikow studierte, schloss Dorodnizyn 1931 als Ingenieur für Erdölgewinnung ab. Darauf führte er als Chef einer seismologischen Arbeitsgruppe geologische Erkundigungen im Ural, in Baschkirien und Turkmenien durch.
1936–1938 war Dorodnizyn Aspirant im Geophysikalischen Hauptobservatorium (seit 1949 Geophysikalisches Wojeikow-Hauptobservatorium) in Leningrad, in dem er seit 1932 arbeitete. 1939 verteidigte er seine Dissertation über Effekte der Rauheit der Erdoberfläche auf Luftströmungen für die Promotion zum Kandidaten der physikalisch-mathematischen Wissenschaften. Er blieb dann dort als wissenschaftlicher Mitarbeiter.
Von 1941 bis 1960 arbeitete Dorodnizyn im Zentralen Aerohydrodynamischen Institut (ZAGI) in Schukowski, wo er Abteilungsleiter, Sektorleiter und wissenschaftlicher Leiter eines Laboratoriums wurde. Er gehörte zu der 1940 vom ZAGI-Leiter Iwan Fjodorowitsch Petrow gebildeten Flugabteilung, zu der auch Mstislaw Wsewolodowitsch Keldysch, Wladimir Petrowitsch Wettschinkin, Sergei Alexejewitsch Christianowitsch, Iwan Wassiljewitsch Ostoslawski, Georgi Petrowitsch Swischtschow und Sergei Nikolajewitsch Schischkin gehörten. 1942 verteidigte Dorodnizyn seine Dissertation über die Grenzschicht im kompressiblen Gas für die Promotion zum Doktor der technischen Wissenschaften. 1945–1955 arbeitete Dorodnizyn auch im Leningrader Steklow-Institut für Mathematik der Akademie der Wissenschaften der UdSSR (AN-SSSR, seit 1991 Russische Akademie der Wissenschaften (RAN)) als Senior-Wissenschaftler und Abteilungsleiter.
Neben seiner Forschungstätigkeit lehrte Dorodnizyn 1944–1946 als Professor des Lehrstuhls für Theoretische Aerodynamik des Moskauer Staatlichen Luftfahrtinstituts (MAI). Ab 1947 hielt Dorodnizyn Vorlesungen am Moskauer Institut für Physik und Technologie. Auch lehrte er am Leningrader Bergbau-Institut und weiter am MAI. 1949 folgte die Ernennung zum Professor. 1953 wurde er ohne vorherige Korrespondierende Mitgliedschaft zum Vollmitglied der AN-SSSR gewählt.
1955 gehörte Dorodnizyn zu den Gründern des Rechenzentrums der AN-SSSR (WZAN) in Moskau (2000 nach Dorodnizyn benannt) und wurde dessen erster Direktor (bis 1989). 1956 gehörte er zu den Gründungsmitgliedern des Nationalen Komitees der UdSSR für Theoretische und Angewandte Mechanik. 1989 wurde er Ehrendirektor des WZAN und wissenschaftlicher Leiter. Viele Jahre war er Chefredakteur der Zeitschrift für Numerische Mathematik und Mathematische Physik. Er gehörte zu den Gründern der International Federation for Information Processing (IFIP) 1960 unter der Schirmherrschaft der UNESCO. Auf einer Sitzung des Staatlichen Komitees für Wissenschaft und Technik des Ministerrats der UdSSR und der AN-SSSR widersetzten sich Dorodnizyn, Sergei Alexejewitsch Lebedew und Michail Kirillowitsch Sulim erfolglos dem Beschluss, das IBM-360-System zu kopieren. 1968–1971 war Dorodnizyn Präsident der IFIP.
Dorodnizyns Forschungsschwerpunkte waren die Gewöhnlichen Differentialgleichungen, die Algebra, die Meteorologie, die Tragflächenwirbeltheorie, die Grenzschichttheorie und die Überschallgasdynamik. Auch widmete er sich verschiedenen Problemen der Informatik.
Dorodnizyn war nie Mitglied der KPdSU. Dorodnizyn, Alexander Michailowitsch Prochorow, Georgi Konstantinowitsch Skrjabin und Andrei Nikolajewitsch Tichonow verurteilten in einem Offenen Brief Andrei Dmitrijewitsch Sacharows Brief zur Gefahr eines Atomkrieges.
Dorodnizyn wurde auf dem Nowodewitschi-Friedhof begraben.

## Ehrungen, Preise
- Ehrenzeichen der Sowjetunion (1943)
- Orden des Roten Sterns (1945)
- Stalinpreis II. Klasse (1946) für Arbeiten zur Grenzschichttheorie[3][8]
- Stalinpreis II. Klasse (1947) für Projekte für neue Tragflächen für Hochgeschwindigkeitsflugzeuge[3][8]
- Stalinpreis (1951) für Aerodynamikforschung[3]
- Orden des Roten Banners der Arbeit (1954)
- Leninorden (1956, 1959, 1963, 1970, 1980)
- Auswärtiges Mitglied der Bulgarischen Akademie der Wissenschaften (1970)[3]
- Held der sozialistischen Arbeit (1970)[3][8]
- Krylow-Preis der AN-USSR (1972, 1978)
- Orden der Oktoberrevolution (1975)
- Krylow-Preis der AN-SSSR (1977)[2]
- Preis des Ministerrats der UdSSR (1981)
- Leninpreis (1983) für die Entwicklung und Einführung der ES EWM[3]
- Gluschkow-Preis der AN-USSR (1983)
- Orden der Völkerfreundschaft (1986)
- Medaille „25jährige Zusammenarbeit der Akademie der Wissenschaften der DDR und AN-SSSR“
- Medaille „100 Jahre Bulgarische Akademie der Wissenschaften“
- Medaille der Mongolischen Akademie der Wissenschaften
- Wladimir-Nikolajewitsch-Tschelomei-Gedenkmedaille